# 弗里茨·克劳森
弗里茨·克劳森（丹麥語：Frits Clausen，1893年11月12日—1947年12月5日）是一位丹麦极右翼政治人物，在二战前以及二战期间是丹麦国家社会主义工人党（丹麦纳粹党）党魁。
1945年5月，德国对丹麦的占领结束，克劳森被抓获，关进了拘留营。克劳森后来接受了正式审判，但在审判程序完成之前就因心脏病突发而死在了哥本哈根的监狱里。